# 张光年
张光年（1913年11月1日—2002年1月28日），笔名光未然、华夫，男，湖北光化人，中国现代诗人、文学评论家。

## 生平
张光年是湖北省光化县老河口镇（今湖北省襄阳市老河口市）人，1927年加入中国共产主义青年团，曾当过商店学徒、店员和小学教员。1935年肄业于私立武昌中华大学中文系，同年发表《五月的鲜花》，经阎述诗谱曲后在“一二·九”运动中广为流传。1937年加入中国共产党。1939年1月赴延安，同年3月创作《黄河大合唱》歌詞，经冼星海谱曲后于5月在延安首演，并进而流传全国。1940年到重庆，创作长篇叙事诗《屈原》。1941年皖南事变后到缅甸，1942年回到云南。1945年10月离开昆明。1946年经北平进入华北解放区，先后任教于北方大学、华北大学。
1949年后一直在北京，先后任《剧本》、《文艺报》主编，中国作家协会书记处书记。是第三届、五届全国人大代表。后曾任中共中央顾问委员会委员，中国作家协会名誉副主席。文化大革命時被關進牛棚，其名作黃河大合唱只奏曲不准唱歌詞。2002年1月28日在北京逝世，2003年7月25日其骨灰在青海省海东地区（今海东市）循化县积石镇撒入黄河。

## 著作
- . 汉口扬子江出版社. 1938.
- . 中国戏剧出版社. 1957.
- . 作家出版社. 1958.
- . 作家出版社. 1960.
- . 群众出版社. 1996. ISBN 9787501414024.
- . 上海远东出版社. 1997. ISBN 9787806134849.
- . 海天出版社. 1998. ISBN 9787806158937.
- . 上海书店. 2001. ISBN 9787806223253.
- . 人民文学出版社. 2002. ISBN 9787020035786.